# Museo Anahuacalli
El Museo Diego Rivera Anahuacalli es un Museo y centro de las artes, ubicado en la Colonia San Pablo de Tepetlapa de la Alcaldía Coyoacán, a 10 minutos en auto del Museo Frida Kahlo, así como del barrio turístico de este distrito. 
El Anahuacalli (de la voz náhuatl, cuyo significado es “casa rodeada de agua”), es un templo para el arte diseñado por el muralista mexicano Diego Rivera. El recinto, destaca por su extensa colección de arte prehispánico, así como por su Espacio Ecológico que alberga flora y fauna endémica. Rivera proyectó la obra arquitectónica con el fin de resguardar su vasto acervo de piezas precolombinas, a la par de exponer en el edificio principal, las más bellas obras de este conjunto. En concordancia, una selección de 2,000 piezas, especialmente bien ejecutadas y conservadas, se encuentran en exhibición desde la apertura del Museo Anahuacalli a público, el 18 de septiembre de 1964.
La extravagante arquitectura del edificio está inspirada en edificaciones prehispánicas, con un estilo único en su tipo, el cual mezcla influencias Maya y Tolteca principalmente, aunque el propio Rivera la definió como una amalgama de estilos Azteca, Maya y “Rivera Tradicional”. 
El inmueble del Museo Anahuacalli está construido con piedra volcánica labrada, extraída del mismo sitio donde está erguido. De acuerdo a las palabras del museógrafo y poeta tabasqueño Carlos Pellicer, quien diseñó la exposición permanente del lugar por indicación expresa del mismo Rivera,  el Anahuacalli responde a la siguiente descripción:
“Se trata de una creación personal empleando elementos prehispánicos, principalmente de la arquitectura tolteca y algo de la maya: muros en talud, pilastras serpentinas y puertas romboidales. El coronamiento piramidal acentúa el carácter del magnífico edificio.
Los techos planos de la planta baja y de los pisos superiores están decorados con mosaicos originales del gran pintor como elemento de integración de la arquitectura. 
La planta baja está ocupada por lo azteca y lo teotihuacano. Un precioso grupo de esculturas de piedra, figurillas de barro cocido -maquetas de templos - y cerámica de vajilla”.  
Diego Rivera planeó el Anahuacalli como un gran escenario para el desarrollo de diversas expresiones del arte tales como teatro, danza, pintura y música, inmersas en una atmósfera cuya arquitectura representa la búsqueda de la esencia de lo mexicano a través de su rico pasado precolombino, a la vez que integrado a los acontecimientos artísticos, intelectuales y educativos de la contemporaneidad. 
Cada año, en cumplimiento con la voluntad que Rivera manifestó para el Anahuacalli, se presentan en el recinto exposiciones de arte contemporáneo. Estas propuestas, se eligen minuciosamente, pues deben alternar armónicamente con su arquitectura, con el arte precolombino en exhibición, con la naturaleza que lo rodea y con el concepto fundacional y en evolución del Anahuacalli de Diego.
El Anahuacalli es una obra que da testimonio de la generosidad de Rivera al erigir una portentosa creación arquitectónica especialmente para compartir su colección de arte prehispánico con el pueblo de México y con el mundo. Gracias a este Museo, hoy, miles de visitantes nacionales y extranjeros pueden adentrarse en el universo creativo que el muralista dejó albergado en este lugar único, para que todo quien asista al recinto disfrute de sus espacios naturales y arquitectónicos, así como del rico acervo de arte mesoamericano legado a México, por el maestro Rivera.  

## Historia

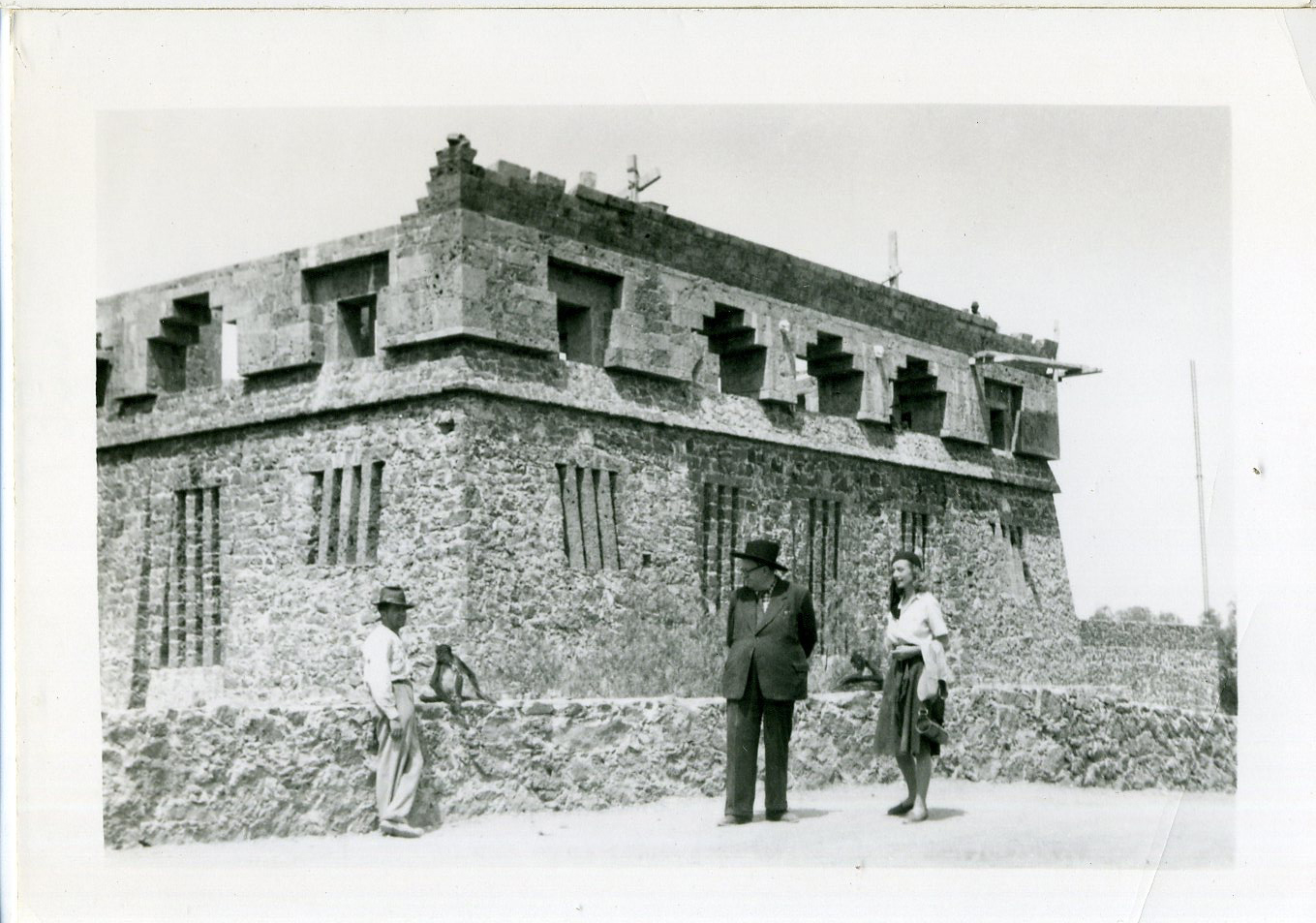
Diego Rivera durante la construcción del Anahuacalli

En junio de 1940, Diego Rivera realiza el mural Unidad Panamericana para el programa “Arte en Acción” de la Exposición Internacional Golden Gate  (GGIE). En dicha obra mural, el artista muestra un claro interés por enaltecer las culturas del pasado. Tras su retorno a México en 1941, está dispuesto a comenzar la creación de un espacio de socialización de la estética precolombina, tanto a través de su arquitectura como de la colección en exposición. Para estos fines, Diego elige los terrenos que adquirió en el Pedregal de San Ángel para planear su Museo y Ciudad de las Artes. En los textos preparatorios, venían incluidos una plaza con talleres de artesanos y clases para artistas, así como foros dedicados a las artes escénicas, salones de exposiciones permanentes y un museo de arte mexicano con nueve recintos. El pintor empleó gran parte de sus ganancias para el que sería uno de los proyectos más ambiciosos de su vida: El Anahuacalli.
El Anahuacalli inicia su construcción en el año 1942, en el pueblo de San Pablo Tepetlapa. Un año después, la artista mexicana Frida Kahlo escribe una carta al ingeniero Marte R. Gómez, entonces Secretario de Agricultura y Fomento del gobierno del Presidente Manuel Ávila Camacho, en la cual explica la necesidad de su esposo por edificar un espacio que albergue su colección. En palabras de la propia pintora: “(…) después de la pintura, lo que más le entusiasma en la vida son sus ídolos (…). Su idea, siempre fue la de construir una casa para los ídolos”.
En dicha misiva, Frida expresa su preocupación por la tristeza de su marido, al no contar con los recursos financieros suficientes para concluir el edificio. A raíz de ello, propone al ingeniero R. Gómez que el gobierno mexicano apoye el seguimiento de la obra, con la condición de que el muralista done su colección al país para convertir el Anahuacalli en un museo arqueológico. Sin embargo, esta propuesta no fue llevada a cabo, al menos no en su momento.
El primer diseño museográfico fue realizado por Carlos Pellicer, con la asesoría del antropólogo Alfonso Caso y Andrade (1896-1970). Tanto Caso como sus colaboradores, reconocieron la habilidad de Diego de distinguir, en su colección, lo más auténtico e importante. Sin perjuicio de la esencial colaboración de Caso, la museografía realizada por Pellicer bajo la supervisión de Rivera, no organizó la exhibición siguiendo criterios históricos o antropológicos, sino que mantuvo como prioridad el carácter artístico de las piezas, el cual asimismo había motivado al muralista a reunir su colección. Es por ello, que ninguna de las piezas tiene cédula, ya que la intención de Rivera no responde a un orden arqueológico, sino a una visión estética.
Al morir el maestro Rivera, el Anahuacalli seguía en construcción, por lo que su hija, Ruth Rivera junto con los arquitectos Juan O'Gorman y Heriberto Pagelson, terminaron este proyecto con el apoyo financiero de Dolores Olmedo. Fue así, como la construcción concluyó en 1963  para ser inaugurada el 18 de septiembre de 1964. Para la inscripción grabada en la piedra fundacional del Museo, se eligió la siguiente cita, en memoria su creador: “Devuelvo al pueblo lo que de la herencia artística de sus ancestros pude rescatar. Diego Rivera”.

## Arquitectura del Anahuacalli

### Edificio Principal

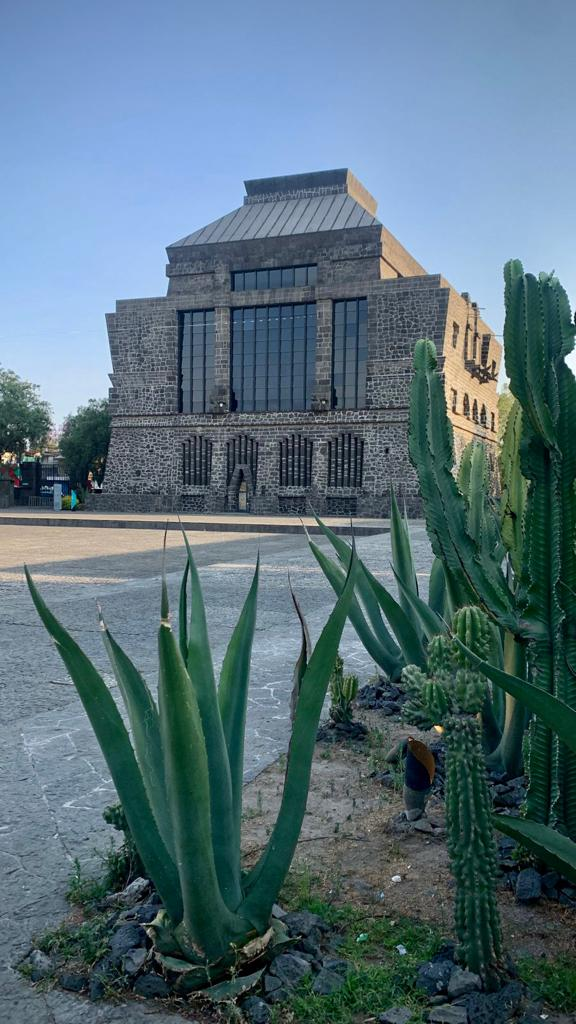
Vista al edificio principal del Anahuacalli.

Debido a la esencial participación de Juan O’Gorman en la construcción Anahuacalli, se ha asumido erróneamente que el edificio tiene una importante influencia funcionalista. Sin embargo, para la década de 1940, cuando se proyecta e inicia la edificación del Anahuacalli, O’Gorman ya había dejado de proyectar en concordancia con dicha corriente. La arquitectura del Anahuacalli sirvió como respuesta a la creciente presencia del Estilo Internacional; O’Gorman se dio cuenta de que sus edificaciones tempranas, influidas por Le Corbusier, no iban de acuerdo con el paisaje mexicano y por ello las consideró una “especie invasiva”. A raíz de lo anterior, buscó retomar una estética mexicana para sus diseños, presente en el arte popular.
El Anahuacalli responde al ideal de construcción integrada a la naturaleza propio de la arquitectura orgánica, conceptualizada por Frank Lloyd Wright (1867-1959), cuyo trabajo influyó en el de O’Gorman, así como en el diseño proyectado por Rivera para el Anahuacalli, pensado para lograr un equilibrio entre lo prehispánico y lo moderno. El arquitecto mexicano consideraba el trabajo de Wright como el paso de una “servil veneración a la estupidez europea”, a la confianza en la capacidad creativa del continente americano.
El diseño del Anahuacalli se inspira en un teocalli, que significa "casa de los dioses". Está construido con piedra volcánica proveniente de la erupción del volcán Xitle, la cual fue extraída del mismo terreno donde se edificó. Su estética incluye elementos simbólicos y arquitectónicos de origen mesoamericano. De esta forma, el edificio principal del Anahuacalli es manifestación de la percepción arquitectónica espacial que encuentra su origen en construcciones prehispánicas mesoamericanas. Las esquinas del edificio están dedicadas a un elemento de la naturaleza, representado por esculturas originales de sus respectivas deidades, de acuerdo a la cosmovisión Mexica: a Chicomecóatl (tierra), a Ehécatl-Quetzalcóatl (viento), a Tláloc (agua), y a Huehuetéotl (fuego). El edificio cuenta con un total de veintitrés salas distribuidas en tres niveles. En cada una de las salas, se destacan de forma expositiva motivos visuales específicos de la cosmovisión prehispánica que tanto fascinó a Diego Rivera.

### Fachada
El Anahuacalli está constituido en su totalidad por roca trabajada, proveniente de la erupción del volcán Xitle. En parte inferior del edificio principal, sobresale una tarima de este mismo material, configurando una suerte de “repisa” donde están instaladas esculturas precolombinas. 
En ese mismo nivel, encontramos el acceso al Museo, el cual consiste en un arco de forma oval frente a la disposición de unas ventanas alargadas. En estas ventanas, destaca el uso de piedra ónice color ámbar, que es opaca desde el exterior y traslúcida en el interior. Las delgadas ventanas permiten el paso de luz natural de manera tenue, ya que la planta donde se encuentran representa al Inframundo. 
En la parte que queda inmediatamente arriba del nivel de acceso (planta baja), destacan los enormes ventanales que iluminan el interior del piso intermedio, entre los cuales se aprecian dos cabezas de serpiente, en la parte inferior de los mismos. Igualmente, se observa la techumbre con forma de trapecio que recuerda a las antiguas estructuras mesoamericanas.

### Interior del edificio

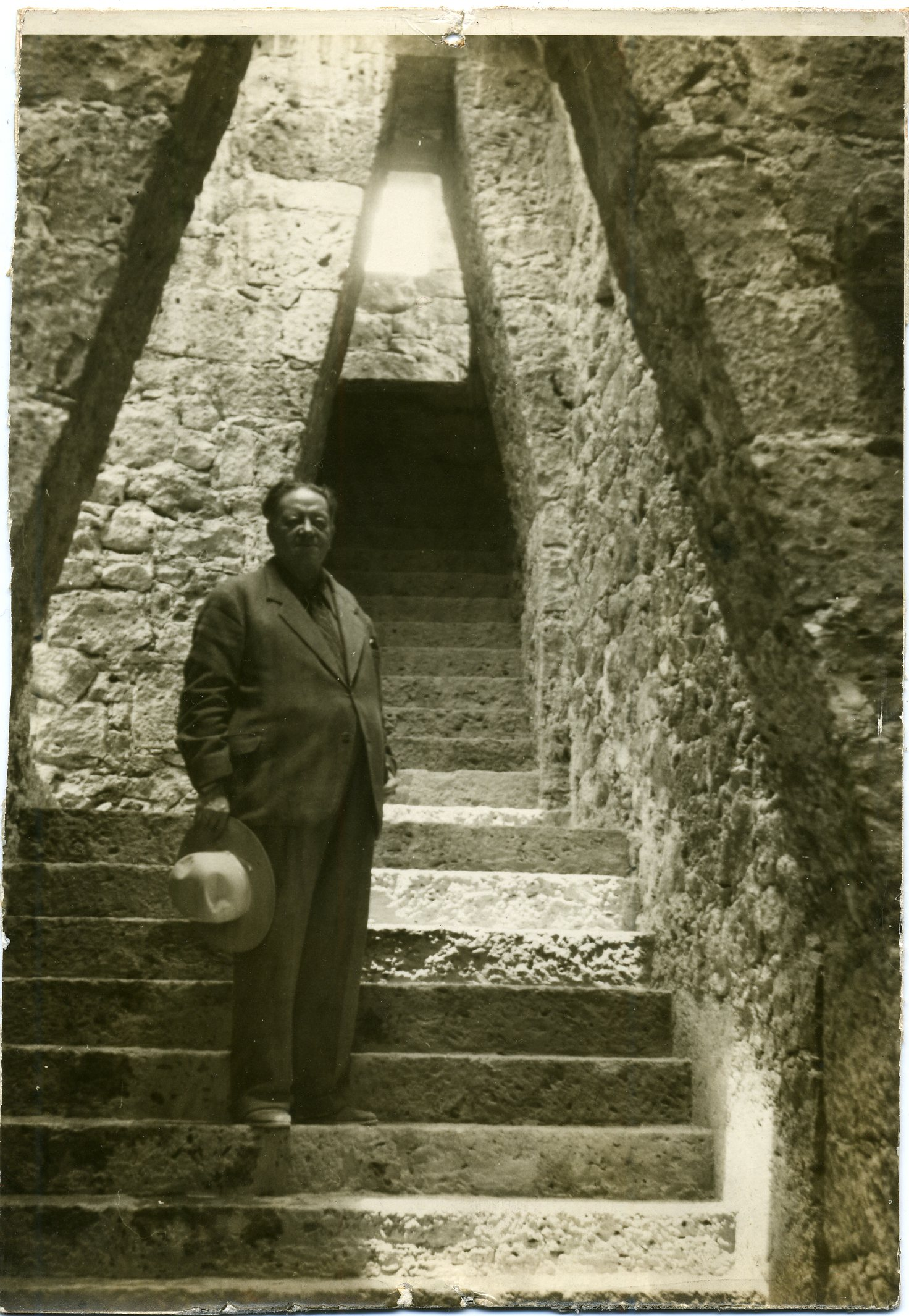
Diego Rivera en las escalinatas de marco Maya al interior del Anahuacalli.

La planta baja del Anahuacalli destaca por su complejidad; está compuesta por muros de diferente grosor dependiendo de su función. Los muros más gruesos poseen en su interior una estructura portante de concreto armado.  Los cuatro vértices se conservaron como “cámaras”, donde destaca la frecuencia de altares, contemporáneos y museográficos, en alusión a aquellos que sirvieron para adorar deidades en contextos precolombinos mesoamericanos. Debido a que esta sección representa al Inframundo, no cuenta con mucha iluminación.  
En la planta del primer piso, la intermedia, se mantuvieron los cuatro vértices como “criptas” y se cuenta con cuatro salas de exhibición. De esas salas, las dos pequeñas ven al sur y las mayores son longitudinales, estando una claramente más integrada al espacio central. En ese mismo nivel se encuentra el espacio llamado Estudio de Diego Rivera. Esta sección representa el mundo terrenal, por lo que sus salas se encuentran dotadas de luz natural, a diferencia del piso inferior.
Posterior a terminar los espacios mencionados anteriormente, fue construida la cubierta. La planta del segundo nivel forma una “U”. En esa zona se integraron las “criptas” a las salas longitudinales mientras que las salas pequeñas se mantuvieron repitiendo la disposición de las inferiores.
A pesar de que O’Gorman estuvo empeñado en respetar el esquema propuesto por Rivera, esto no fue del todo posible en el caso de la cubierta, ya que Diego la había planificado dotada de singular ligereza. Así, lo demuestran dos cartas mencionadas al respecto por la arquitecta Ruth Rivera, hija de Diego y por Pedro Alvarado, uno de los nietos del muralista. En ellas, Rivera destacó: “la importancia del Ajusco para la solución de su proyecto” y como este debía, por su esbeltez “rimar con la nariz del Pico del Águila”. Rivera pensó en un “coronamiento ligero”, pues “la pirámide truncada” debe tener “un nuevo cuerpo que dé al edificio un carácter vertical,” que contrastara “con el carácter horizontal conseguido y con el paisaje.” Para la solución propiamente técnica, pensó en un perfil metálico ahogado en concreto y “el plano inclinado-vertical de láminas ligeras de mármol delgado o tecali, el techo propiamente de láminas de concreto pre coladas…o bien colado en el sitio con el mismo procedimiento.” Diego deseó, por último, que la cubierta rematara en un pararrayos. El pintor, asimismo sugirió colocar una palapa para cubrir la estructura de los morrillos. 
Debido a decisiones importantes respecto a costos, así como a la estabilidad y durabilidad de la construcción, la solución final de Juan O’Gorman no pudo apegarse totalmente a los lineamientos de Diego. Por esto, la parte superior del edificio resultó algo pesada, rígida y poco plástica, en comparación con la idea original.

### Mosaicos

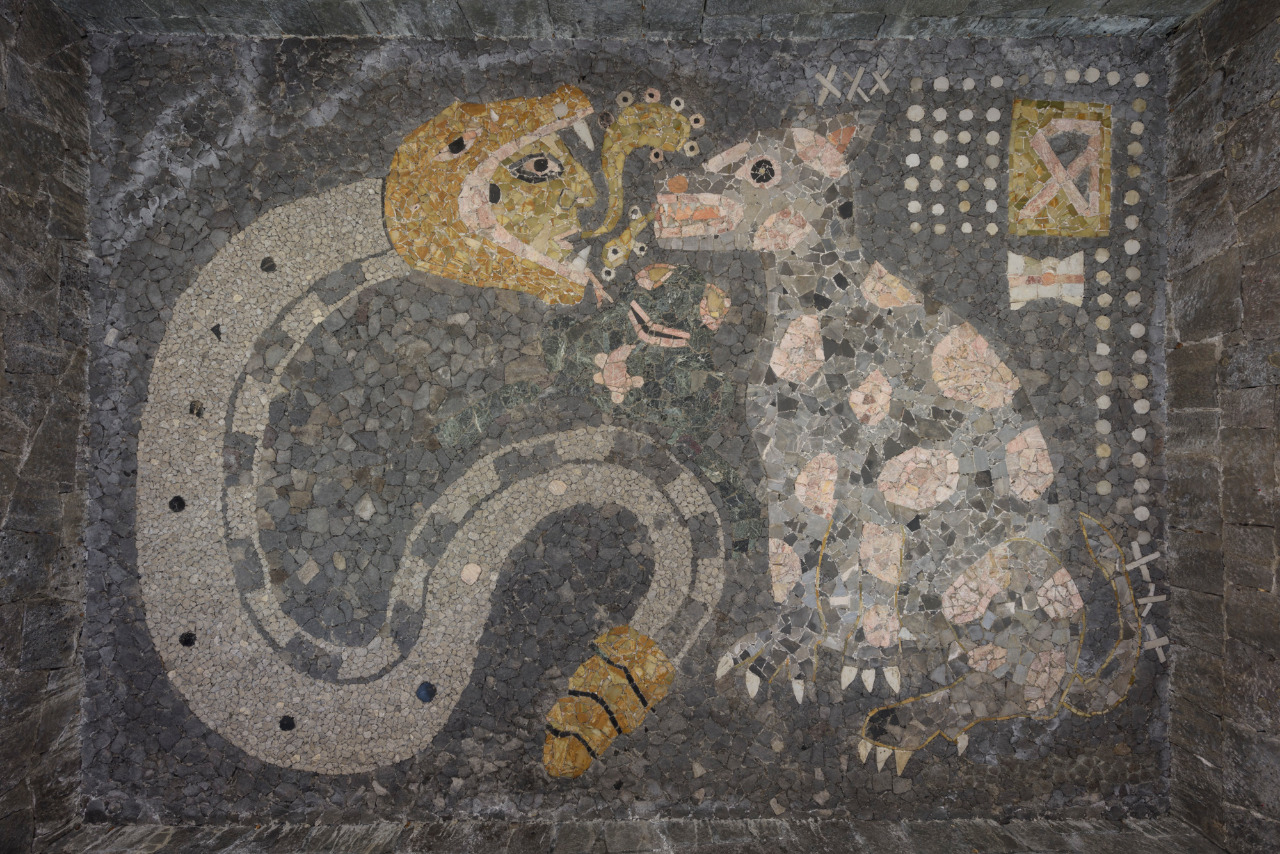
Mosaico Colado

Tanto Rivera como O’Gorman realizaron experimentos técnicos y estéticos en los acabados decorativos del interior del Anahuacalli, por medio de la técnica de mosaico colado, la cual consiste en: 
“Colocar directamente sobre la cimbra de madera unos cartones con los bocetos dibujados. Sobre estos cartones y con una emulsión de cola se adherían los pedazos de piedra, siguiendo la imagen que el pintor había creado. Después, se completaba con la piedra de mortero para fijarla. Cuando todo esto secaba, se retiraban la cimbra y el cartón, y se corregía la imagen”. 
Los primeros intentos no fueron satisfactorios, por lo que al momento de llegar con una solución definitiva, se demolieron las primeras losas.  En un principio, el techo de la planta baja contaba con tragaluces, los cuales tuvieron que ser sellados debido a que el artista no logró resolver el paso de la luz sin el uso de vitroblock para darle firmeza al suelo del siguiente piso.  La complejidad de los mosaicos va cambiando dependiendo los pisos; si bien los diseños de la planta baja son monocromáticos, en los niveles superiores se observa que estos ya están realizados con piedras de distintos colores.
Para las ventanas, se colocaron en los vanos, piedras en cortes verticales que simularon un ritmo fino que cerrara los ventanales amplios sin dinteles horizontales, sino angulares. La decisión consistió en utilizar una piedra de tecali en lajas tan delgadas como traslúcidas y lograr así el empate con la piedra.

### Espacios Exteriores
La extensión total del terreno del Museo Anahuacalli es de sesenta mil metros cuadrados, en los que Diego Rivera proyectó el inmueble del Museo y concibió una Ciudad de las Artes; un espacio de creación y retroalimentación artística, en donde conviven arquitectura, pintura, danza, música, escultura, teatro, artesanía y ecología. En el centro del lugar, encontramos una gran explanada o plaza central, en donde se realizan frecuentemente eventos artísticos diversos. 
Ubicada a un costado del edificio principal, se encuentra la galería Diego Rivera; un espacio para la realización de exposiciones temporales de alta calidad. Otro lugar fundamental en este recinto es la biblioteca de arte Sapo-Rana, que alberga el acervo de 2,400 ejemplares de la biblioteca personal de la antropóloga Eulalia Guzmán, quien los donó al Museo Anahuacalli en la década de 1950.
Asimismo, esta biblioteca cuenta con valiosos libros de arte, disponibles para ser consultados en sala. En el año 2021, se inauguró una remodelación de esta biblioteca, dentro del marco del proyecto Remodelación y Construcción de Nuevos Espacios del Museo Anahuacalli. Esta intervención, volvió a la Biblioteca un lugar multidisciplinar, dotado de una arquitectura de interior de estética moderna y funcional, que lo habilita para exhibir instalaciones de arte contemporáneo y obras de arte de todo tipo, así como ser salón para conferencias y conversatorios.

### Espacio Ecológico

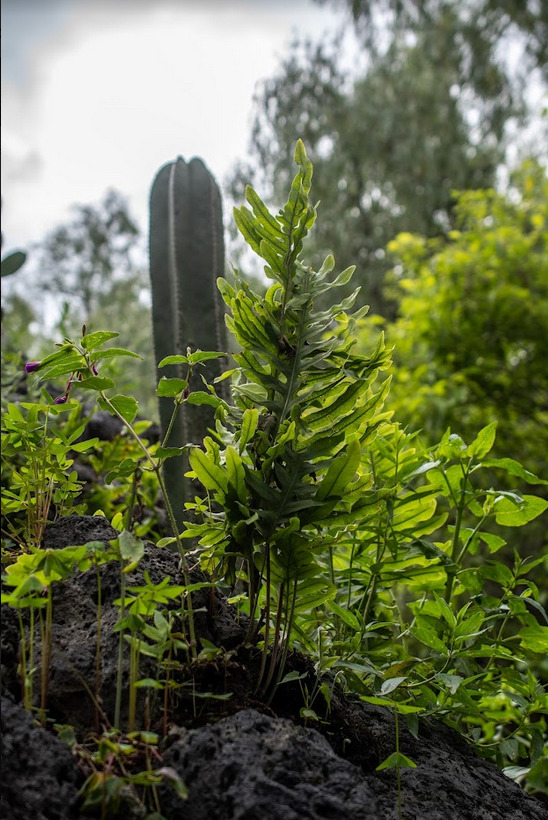
Espacio Ecológico Anahuacalli

El terreno sobre el cual se construyó el Anahuacalli tuvo su origen hace aproximadamente 2000 años con la erupción del volcán Xitle, la cual produjo un derrame de lava que, con el paso del tiempo, se convirtió en lo que hoy es el Pedregal de San Ángel. Si bien la explosión devastó el paisaje del Valle de México, afectando bosques y lagos, un nuevo ecosistema surgió de la roca volcánica, el cual ha sido objeto de inspiración para artistas reputados tales como el Dr. Atl y el arquitecto Luis Barragán.
Si bien se deduce que el motivo principal por el que Diego Rivera eligió el pedregal de San Pablo Tepetlapa para erigir su Templo de las Artes era la disposición que ahí gozaba de materiales para la construcción de su edificio, no se descarta que Rivera pudo asimismo haber heredado el interés por la flora y fauna mexicana de uno de sus maestros: el pintor José María Velasco. La obra de Velasco no solo se centró en el paisajismo, sino que también incursionó en el campo de la ilustración científica. A su vez, es probable que lo anterior haya influido en la preferencia de Diego por utilizar plantas propias de regiones semiáridas y matorrales xerófilos, en contraposición a las tendencias de la época, que mostraban una clara preferencia por los jardines de estética y composición botánica europea.
En 1949, Rivera publica en el periódico Novedades su texto Requisitos para la organización de El Pedregal, en el que plantea las ventajas del terreno rocoso para la edificación de viviendas. En dicho documento, habla del Pedregal como posible sitio para la creación de una nueva ciudad, pues no presentaba las complicaciones tanto climáticas como económicas pertenecientes a las regiones más viejas de la Ciudad de México, donde el suelo era más esponjoso. Por otra parte, una de las mayores preocupaciones de Diego era la preservación del paisaje natural, por lo que redacta una serie de especificaciones para no dañar el ecosistema durante las obras. El artista consideraba que la lava tenía que ser protegida, ya que dotaba al territorio de su belleza única, misma que buscó preservar en lo que hoy es el espacio ecológico del Anahuacalli.
El Museo Anahuacalli es el único museo en México que cuenta con una zona ecológica de 28,000 metros cuadrados, la cual permanece en estado silvestre y posee afloramientos de agua que enriquecen la belleza del paisaje. Este espacio resguarda flora y fauna propia del suelo volcánico del lugar, así como orquídeas, hierbas comestibles, medicinales, Begonia del Pedregal y arbustos que no hay en ninguna otra área verde de México. Esta reserva ecológica puede contemplarse panorámicamente desde la azotea del Museo, además de ser visitada mediante recorridos guiados los días sábados y domingos.

## Colección de arte precolombino

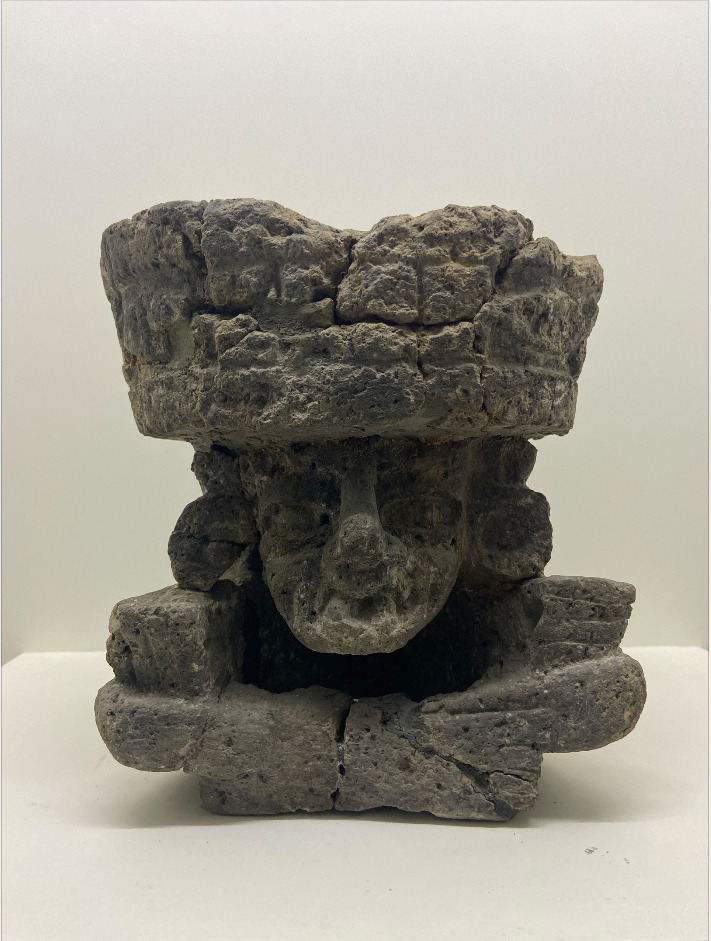
Representación Dios del Fuego

Diego Rivera (1886 -1957) comenzó a reunir arte precolombino en su infancia. En 1906, tuvo que dejar esta primera colección bajo el resguardo de su madre, cuando se fue a residir y trabajar a Europa. A su regreso en 1921, se ve en la obligación de reiniciar su colección porque su progenitora le declaró haber tenido que venderla por motivos económicos. Ese mismo año, Rivera reinicia la adquisición paulatina de obras de arte precolombino que es actualmente apreciable en el Anahuacalli. 
Desde la década de 1930, Diego tenía la intención de depositar su colección en un lugar específico, diseñado conforme a sus ideas. Para ese momento, el muralista ya colaboraba con las autoridades culturales del gobierno en turno. En 1934, una vez concluido el edificio del Palacio de Bellas Artes, se lleva a cabo la exposición Escultura Mexicana Antigua. El maestro Rivera colaboró con esta muestra, aportando doce piezas de las ciento treinta y nueve obras que conformaron la exhibición.  
Juan Coronel Rivera, historiador, escritor y nieto del pintor, declara: “Cuando la colección era muy incipiente, hacia 1934, realmente él tiene las piezas muy seleccionadas, todavía les pone base, ya después cuando es abrumadora, cuando va en la pieza 30,000, ya nada más las coloca donde caben”.  Para el año de su fallecimiento, en 1957, el maestro Rivera tenía más de 40,000 piezas reunidas. Dolores Olmedo (1908-2002), antigua mecenas de Rivera, llegó a contar 59,400 piezas .  
El interés de Diego Rivera por el pasado prehispánico coincide con los años en los que se formaba el pensamiento nacionalista producto de la Revolución Mexicana. Al igual que sus contemporáneos, no solo revaloró los restos de las culturas precolombinas, sino que consideró las piezas provenientes de Tlatilco, Teotihuacán y el Occidente de México como obras fundacionales de la estética mexicana.  El pintor veía en el crecimiento de su colección mucho más que un pasatiempo; su propósito era rescatar y conservar el patrimonio precolombino para un mejor entendimiento del desarrollo del arte de su país.  Su fascinación hacia las figuras de piedra y piezas de cerámica sirvieron de inspiración para sus obras. Un claro ejemplo de ello, es la figura de Xochipilli, el Señor de las Flores, cuya imagen aparece en la escalera de la Secretaría de Educación Pública y que, en términos arqueológicos, es posiblemente la representación pictórica más exacta de una deidad Azteca.  
Es sabido que la afición del artista por el coleccionismo llegó a representar un problema económico en su momento. La novelista y modelo mexicana Guadalupe Marín, por un tiempo esposa de Diego, se mostró particularmente molesta por la insistencia de su marido en comprar ídolos, sin tomar en cuenta los gastos del hogar. Lo anterior queda demostrado en una narración publicada en 1964 en el suplemento cultural El Gallo Ilustrado: 
“Váyase, le digo que coja sus tepalcates y deje en paz a mi marido. Nada más vean lo que me hace Rivera, compra esos monigotes y después no le importa que no tengamos ni para comer. Seguro que los pocos centavos del gasto de hoy, se los lleva este chacharero”.
En cuanto a la naturaleza de su colección, Rivera no quería que fuese un muestrario de carácter científico, sino que buscaba devolverle su Mana, lo que en palabras del antropólogo, historiador y filósofo Mircea Eliade (Bucarest, 1907-Chicago, 1986) es:
```
“(…) la fuerza misteriosa y activa que poseen ciertos individuos, generalmente las almas de los muertos y todos los espíritus (…) Es una fuerza diferente de las fuerzas físicas desde el punto de vista cualitativo, por eso se ejerce de una manera arbitraria. Un buen guerrero debe esa cualidad no a sus propias fuerzas o recursos, sino a la fuerza que el mana de un guerrero muerto le otorga; ese mana se encuentra en el pequeño amuleto de piedra que cuelga de su cuello”.
[
53
]
```

Diego Rivera se propuso a rescatar el carácter ritual de las piezas de su colección; aquella esencia divina que llegaron a poseer en su momento y que las dotaba de su valor real. En una entrevista con el pintor, la periodista estadounidense Betty Ross comenta que “El maestro palpó cariñosamente la pétrea figura, que databa probablemente de miles de años (…) me presentó a Centéotl, diosa del maíz, cerca de la cual estaba sentado Tláloc, dios de las aguas (…)” . Lo anterior demuestra la gran veneración que tenía Diego Rivera hacia sus figuras, así como la manera adecuada de aproximarse a las mismas. Cabe mencionar que el pintor llegó a participar en ceremonias esotéricas en la punta de la Pirámide del Sol junto a Manuel Gamio, esto debido a que ambos eran parte de la logia rosacruz “Quetzalcóatl”. Aquellas prácticas espirituales podrían explicar que los ideólogos del Estado Mexicano veían en los antiguos monolitos el poder de reinventar la cultura nacional.  En resumen, los artefactos eran percibidos tanto como medios de conexión espiritual, así como herramientas de reafirmación de un alto estatus político.  
Para el año de 1950, el entonces director del Museo Nacional de Antropología, Daniel Rubín de la Borbolla Cedillo (1907-1990), lleva a cabo un proyecto en colaboración con la Dirección de Enseñanza Primaria Nocturna. La iniciativa constaba de una exposición ambulante sobre arte precolombino, la cual debía permitir a los alumnos apreciar un panorama gráfico más completo de la vida prehispánica. En dicha muestra, formaron parte piezas de la colección de Diego Rivera. 
En la actualidad, el museo resguarda un estimado de 39,000 piezas prehispánicas que el maestro Rivera coleccionó a lo largo de su vida. De este numeroso acervo artístico, una selección de las 2,000 piezas más representativas, están permanentemente expuestas al público. De acuerdo con Pellicer: “La extraordinaria riqueza de la colección permitió al organizador del Museo, crear escenas de la vida pública y privada de esos pueblos. Todos estos nichos, son verdaderamente sorprendentes”. Las 37,000 piezas restantes se encuentran en el inmueble denominado Bodega de Colecciones.

### Colección de Bocetos de Diego Rivera[60]
En el gran espacio central situado en el segundo piso del Anahuacalli,  denominado “Estudio” se exhiben 16 bocetos para distintos murales realizados por Rivera a comienzos de los años treinta. En ellos, es de admirar el dominio de la composición clásica aprendida por el muralista en su juventud. Al ser un dibujante nato, Rivera pudo explotar sus habilidades gracias a su formación en la Academia de San Carlos en México (1898-1905), así como su participación en las vanguardias europeas y los conocimientos adquiridos sobre arte tradicional durante su estancia en Europa (1907-1921).
En su obra mural, Diego plasma su concepción totalizadora de la historia. Retrata la lucha de clases y sus protagonistas, así como las distintas corrientes que los animan. Estos bocetos permiten apreciar el trabajo de experimentación técnica y estética de Rivera, y el proceso necesario para comunicar la complejidad de sus ideas.
Entre los bocetos exhibidos, destaca el realizado para el mural El hombre en la encrucijada, pintado en 1932 en el Centro Rockefeller y posteriormente destruido por órdenes del magnate Nelson Rockefeller. Igualmente, son impresionantes los realizados para el mural del Palacio de Cortés en Cuernavaca: Historia del Estado de Morelos, Conquista y Revolución, de 1933, y El retrato de América en la New Workers School, en Nueva York. Se distingue el esbozo de un desnudo realizado para el mural de la capilla de Chapingo y un apunte que no pertenece a ningún mural, titulado Diego niño dibujando, en el que transmite su pasión por la figuración.
A continuación, algunos de los bocetos que resguarda el Anahuacalli:
Murales del Palacio de Cortés (1933), Cuernavaca:
-Boceto para el mural Historia del Estado de Morelos, Conquista y Revolución.
-Dos cartones de tamaño natural; uno con el retrato de Morelos y otro con las imágenes de la Patria y Zapata, que forman parte de los frisos Independencia 1810 y Revolución 1910.
-Boceto para el mural El encuentro de Hernán Cortés con los tlaxcaltecas.
Mural El retrato de América, (1930), para la New Workers School, Nueva York:
-“Los conquistadores”, primer panel del estudio preliminar para la obra Lucha de clases en Estados Unidos
Mural El hombre en la encrucijada, (1932), para el Rockefeller Center, Nueva York:
-“La muerte de la tiranía”
-“La muerte de la idolatría”
-“El hombre técnico”
-“El hombre en el cruce de los caminos” (A y B)
Otros dibujos:
-“Mitin A”, “Mitin B” (bocetos para paneles complementarios del mural Pesadilla de guerra y sueño de paz)
-Boceto del mural El agua, el origen de la vida para el Cárcamo de Chapultepec
-Esbozo de un desnudo dentro del mural Germinación que se encuentra en la capilla de Chapingo
-“Diego de niño dibujando”

## Nuevos Espacios
El Museo Anahuacalli se abocó a la construcción de nuevos espacios, inicialmente por la necesidad de una nueva bodega de colección, ya que la original construida por Juan O’ Gorman y Ruth Rivera, misma que duró 60 años aproximadamente, quedó pequeña para el número de piezas en total. Posteriormente, se decidió que el proyecto no se limitaría al almacenaje y se optó por la construcción de edificios para talleres, oficinas y una nueva plazuela. A su vez, se remodelaron las bodegas de mantenimiento del Museo, así como la cafetería, la biblioteca y la tienda .  
El diseño fue obra del arquitecto mexicano Mauricio Rocha Iturbide, quien se encargó de interpretar el proyecto de Diego logrando un diálogo entre el edificio original del Anahuacalli y las nuevas estructuras, por lo que también se habla de un diálogo entre el arte contemporáneo y el arte prehispánico.  Debido a que el estilo del lugar corresponde con los principios de la arquitectura orgánica, se buscó que los espacios armonizaran con el paisaje natural; para ello, se emplearon soportes estructurales con el fin de elevar la base de los edificios de tal manera que estos respeten la superficie rocosa. El proyecto contó con la participación del ingeniero Santiago Sánchez Aedo y su constructora Arquitech, para la edificación de las estructuras. 
Entre los nuevos lugares construidos, destaca la Bodega de Colecciones, destinada al resguardo, conservación, restauración, estudio e incluso, exhibición a investigadores, de las piezas de la colección precolombina legada por Diego Rivera. Aquí, están resguardados los tesoros que no están expuestos permanentemente en el edificio principal, no obstante, gozan de la misma importancia artística, histórica y cultural.
Los nuevos espacios del Anahuacalli, inaugurados en septiembre de 2021, son los siguientes:  

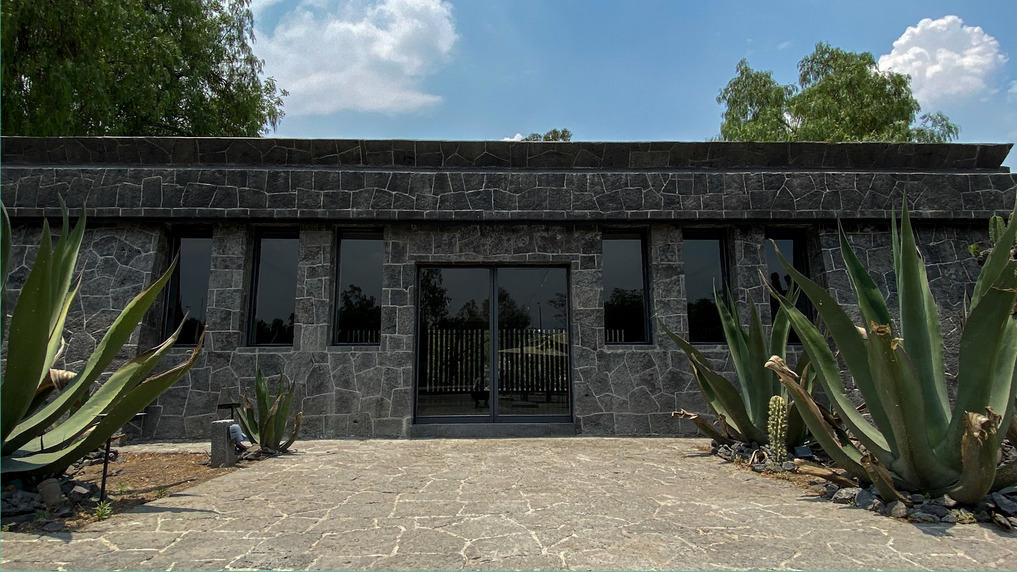
Biblioteca Sapo-Rana

-Biblioteca Sapo-Rana: parte del proyecto original de Rivera inaugurado en 1964, un espacio tradicional y multidisciplinar que fue hermosamente remodelado.  
-Plazuela Ruth: en el exterior en diálogo con la naturaleza; al aire libre e ideal para realizar actividades culturales y sociales de diverso tipo. 
-Danza y Movimiento: salón para el desarrollo y aprendizaje de artes performáticas, perfectamente equipado para estos efectos.
-El Mirador: un lugar original y en altura, que ofrece una vista perfecta al edificio principal del Anahuacalli, ideal para tomas fotográficas y filmaciones.
-Foro de Piedra: recinto exterior techado, en conexión con la piedra volcánica. Ideal para actividades con un componente reflexivo, que requieran aforos reducidos.
-El Cubo: salón dotado de un diseño minimalista, semiabierto y multidisciplinar, apto para la realización de actividades artísticas variadas.
-Creación: espacio semiabierto para usos múltiples, con entrada de luz natural al estilo funcionalista.
-Experimentación: aula equipada con suministro de agua, para desarrollo de talleres artísticos y eventos diversos.
-Foro de Máquinas: salón exterior techado, en conexión con el suelo volcánico original al lugar.
-Foro Lola: espacio exterior inserto en un área verde, en diálogo con la vegetación que naturalmente emerge de la topografía volcánica del El Pedregal.
-Bodega O’Gorman: cuenta con un diseño moderno y funcional, habilitado para resguardar materiales de todo tipo, así como para la realización de eventos culturales y sociales. 
-Patio de las Moras: área verde de singular belleza, gracias a la vegetación propia del lugar. Puede ser fácilmente habilitado para la realización esporádica de eventos artísticos, culturales y sociales, preservando la naturaleza que le es protagonista. 
-Patio de los Helechos:  pensado para facilitar la apreciación de la exuberante vegetación proveniente el Espacio Ecológico del Museo Anahuacalli.
-Patio Palo Loco: salón abierto, con un diseño original, moderno y poli funcional. Localizado próximo a la entrada de los visitantes, parece bienvenirlos a un Anahuacalli abierto a la comunidad. 
-Las Piedras: infraestructura exterior preexistente, que fue remodelada para usos múltiples.

## Actividades Culturales
El Museo Anahuacalli, además de albergar la colección de Diego Rivera y bosquejos de sus pinturas, también cuenta con una variedad de talleres para todo público. Estas actividades forman parte de la misión del Museo, puesto que buscan promover la creatividad artística de los participantes. 
Los talleres de formación artística, medioambiental y multidisciplinaria. La oferta, incluye cursos presenciales y en línea, de diversas disciplinas, tales como:
-Fotografía urbana
-Acuarela y paisaje
-Dibujo de piezas prehispánicas
-Herbolaria especializada
-Medicina tradicional mexicana
-Huertos urbanos y cuidado de plantas del Pedregal
-El arte floral japonés Kokedamas
-Lombricomposta y cultivo de hongos
-Etc.

## Galería

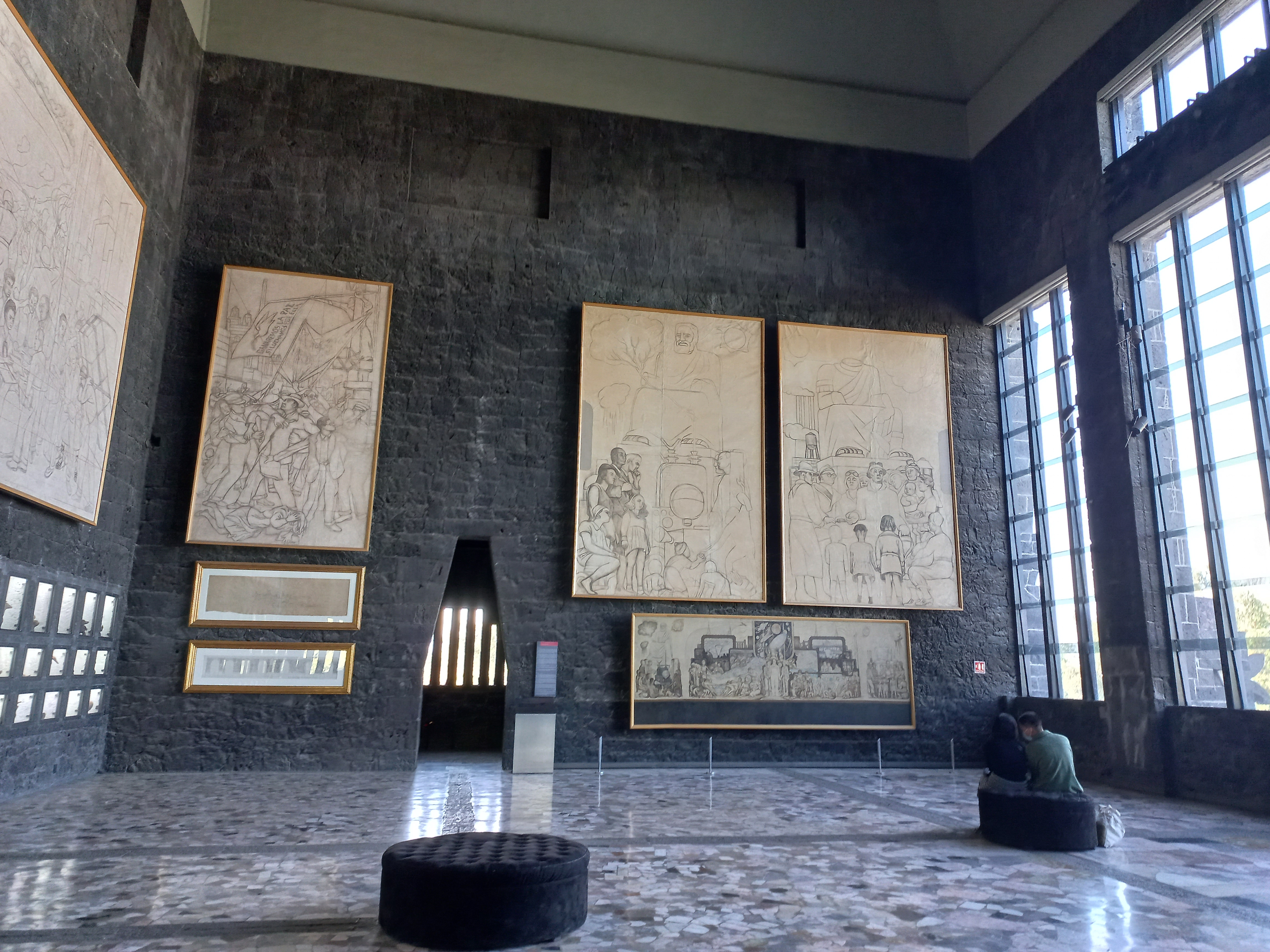
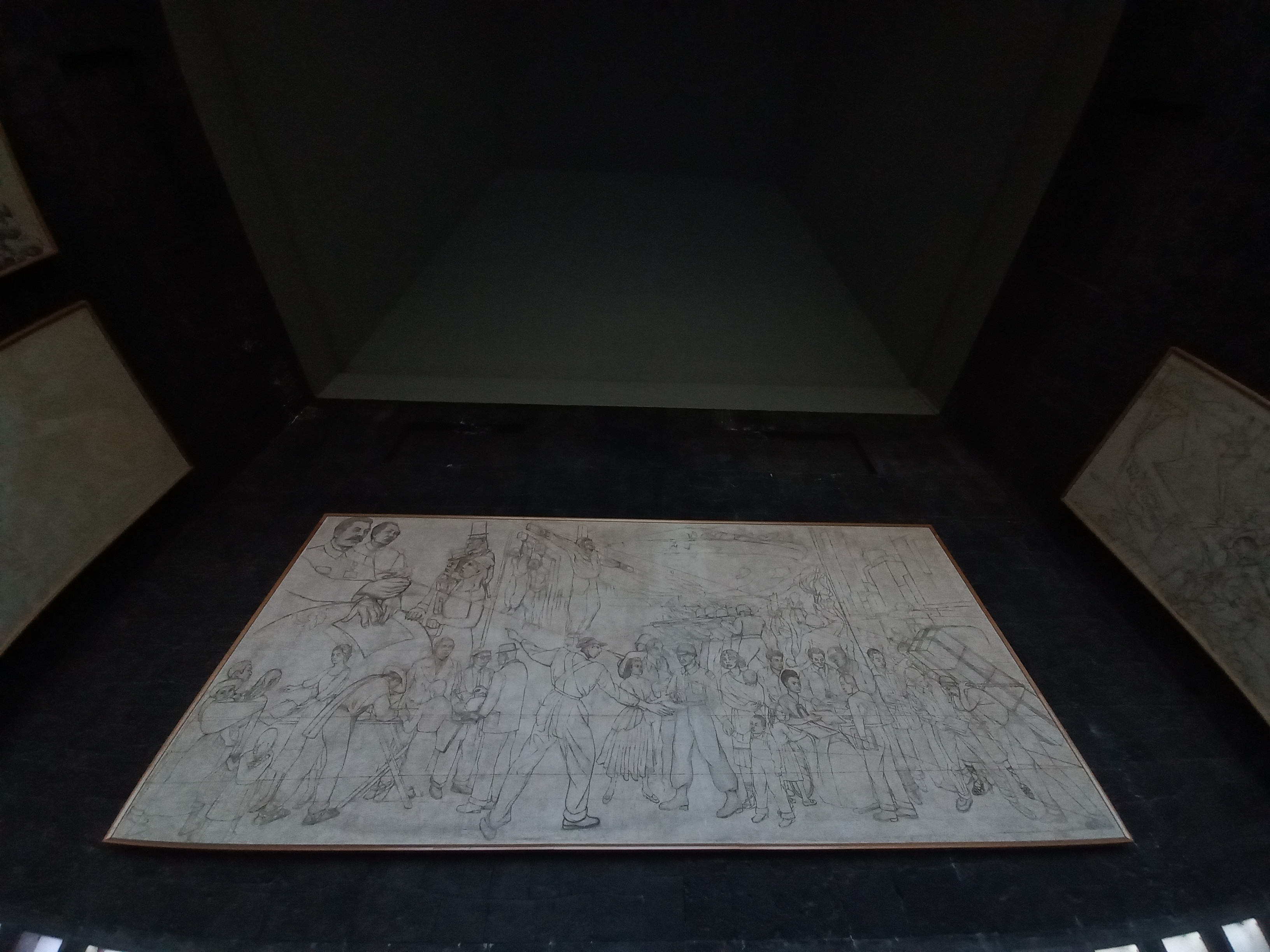
Murales dentro del Museo Diego Rivera-Anahuacalli
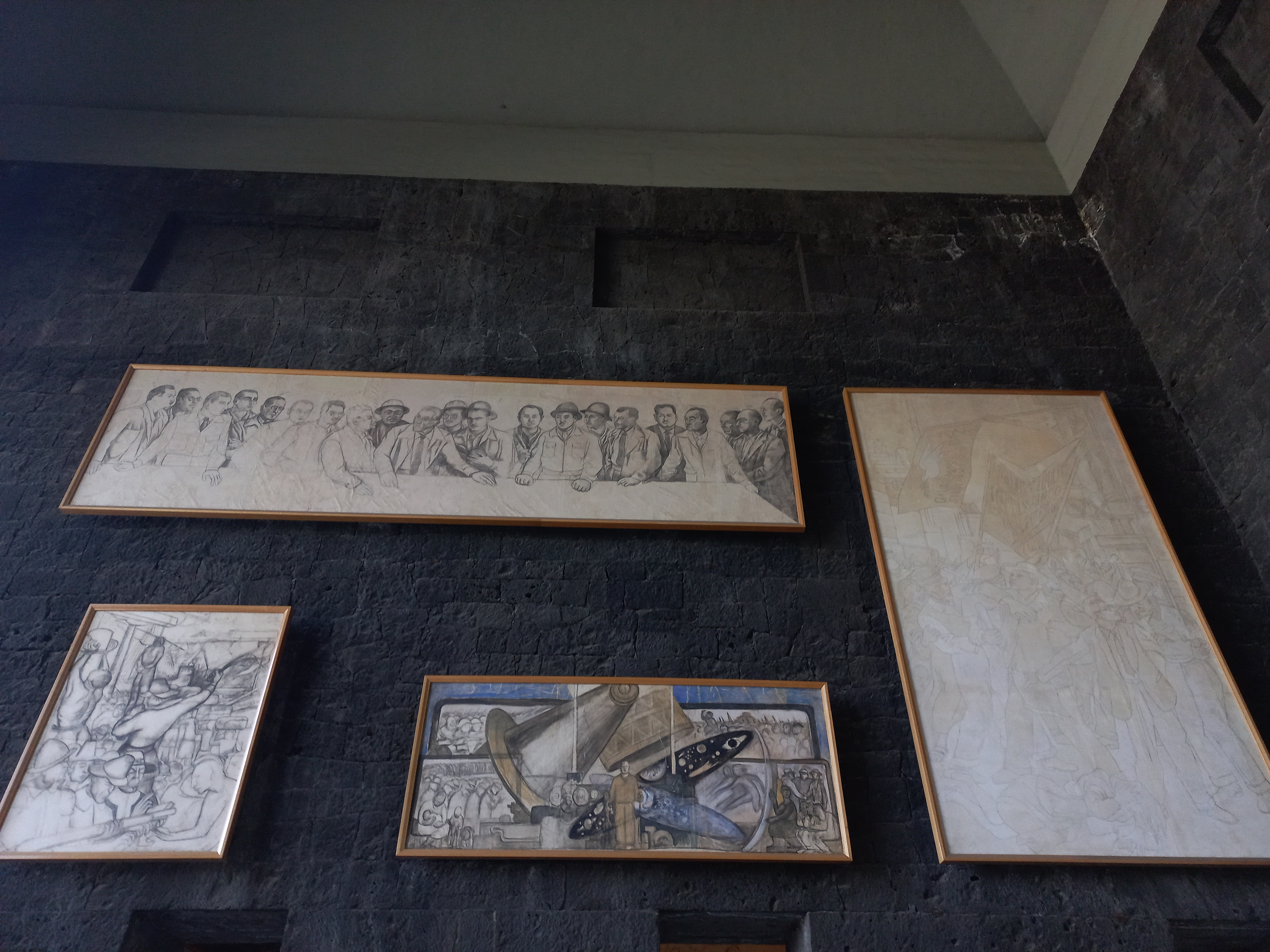
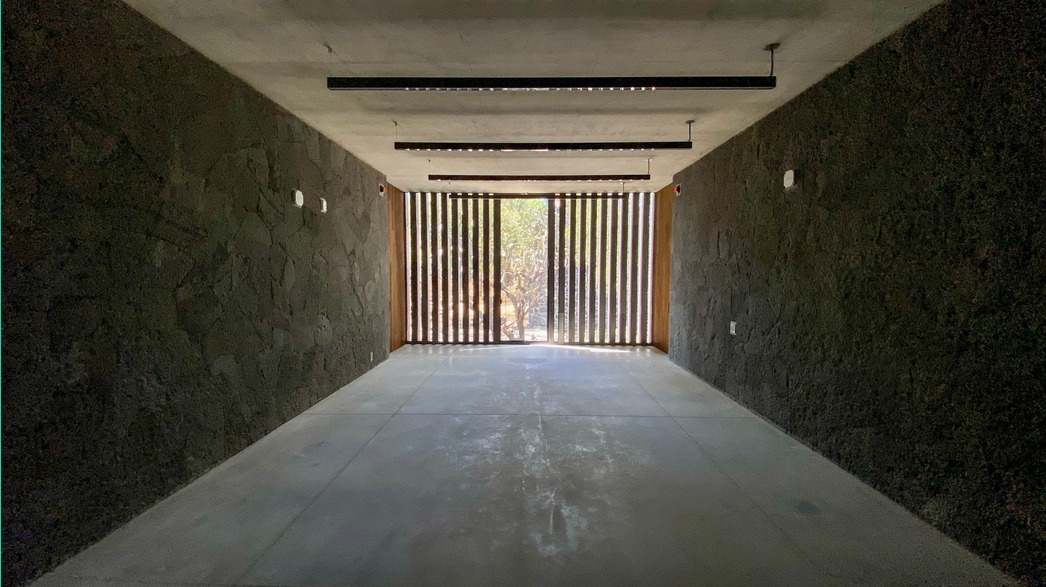
Espacio Creación
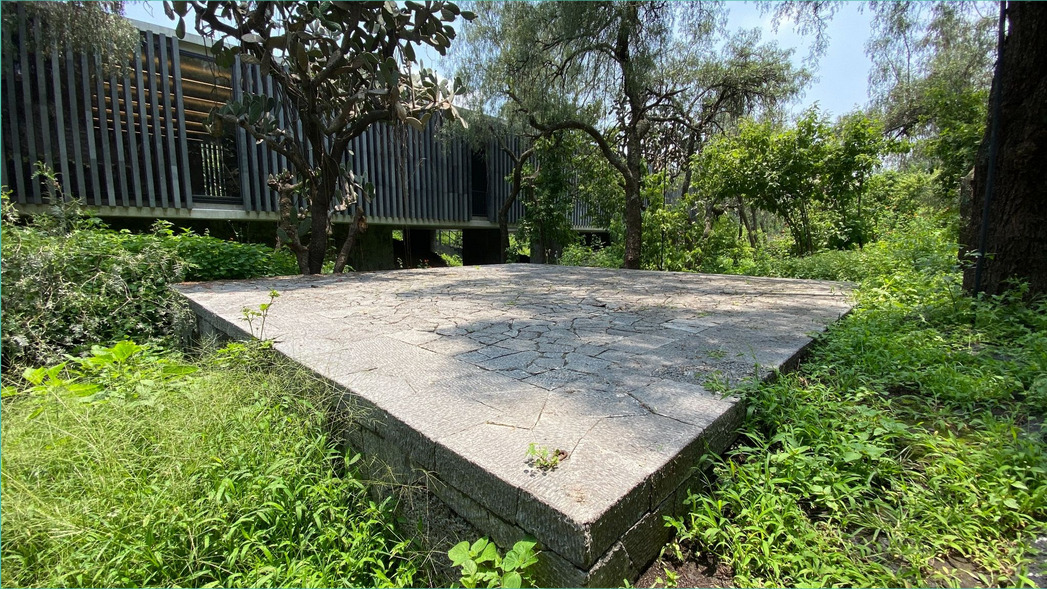
Foro Lola
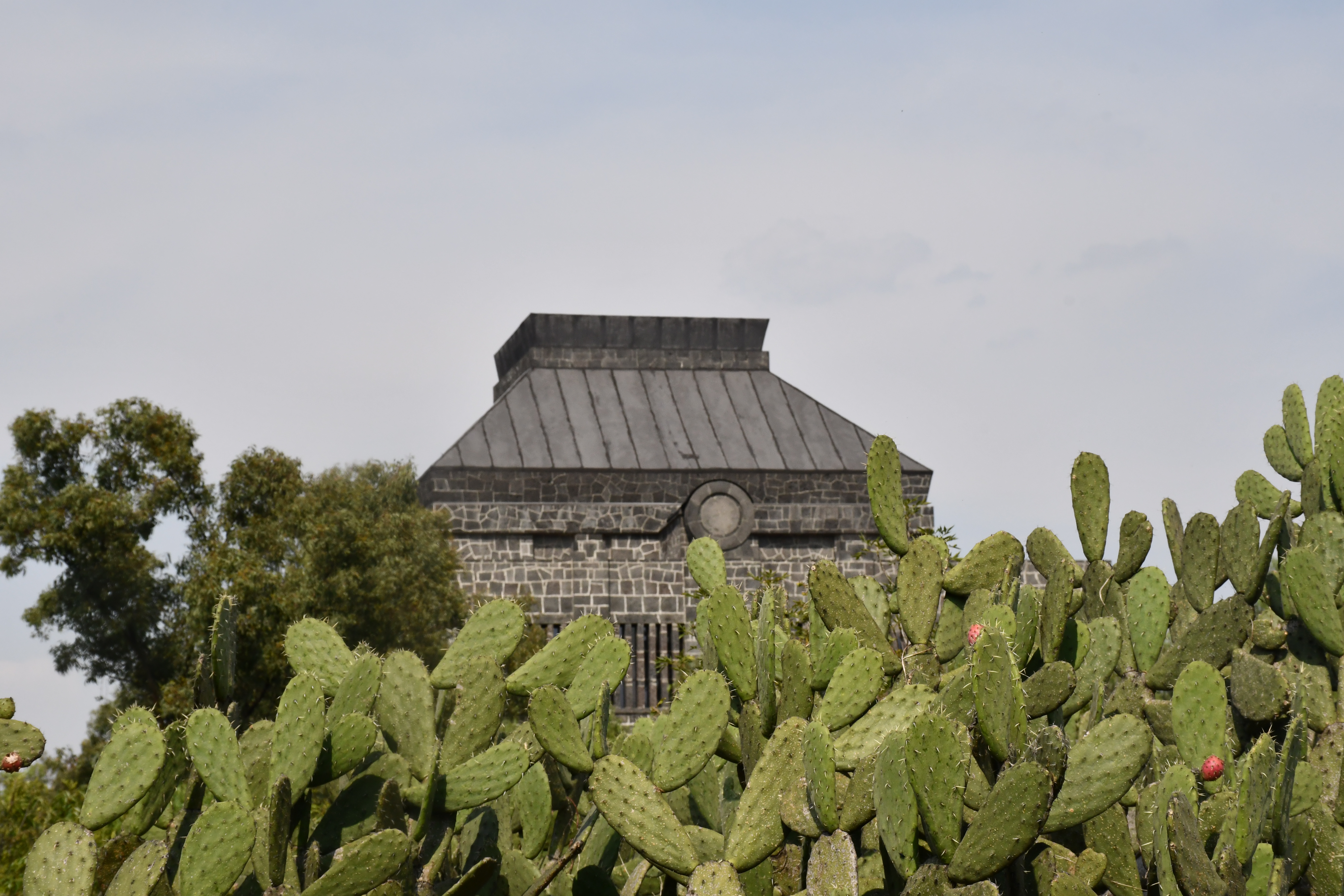
Vista del Anahuacalli desde el Espacio Ecológico
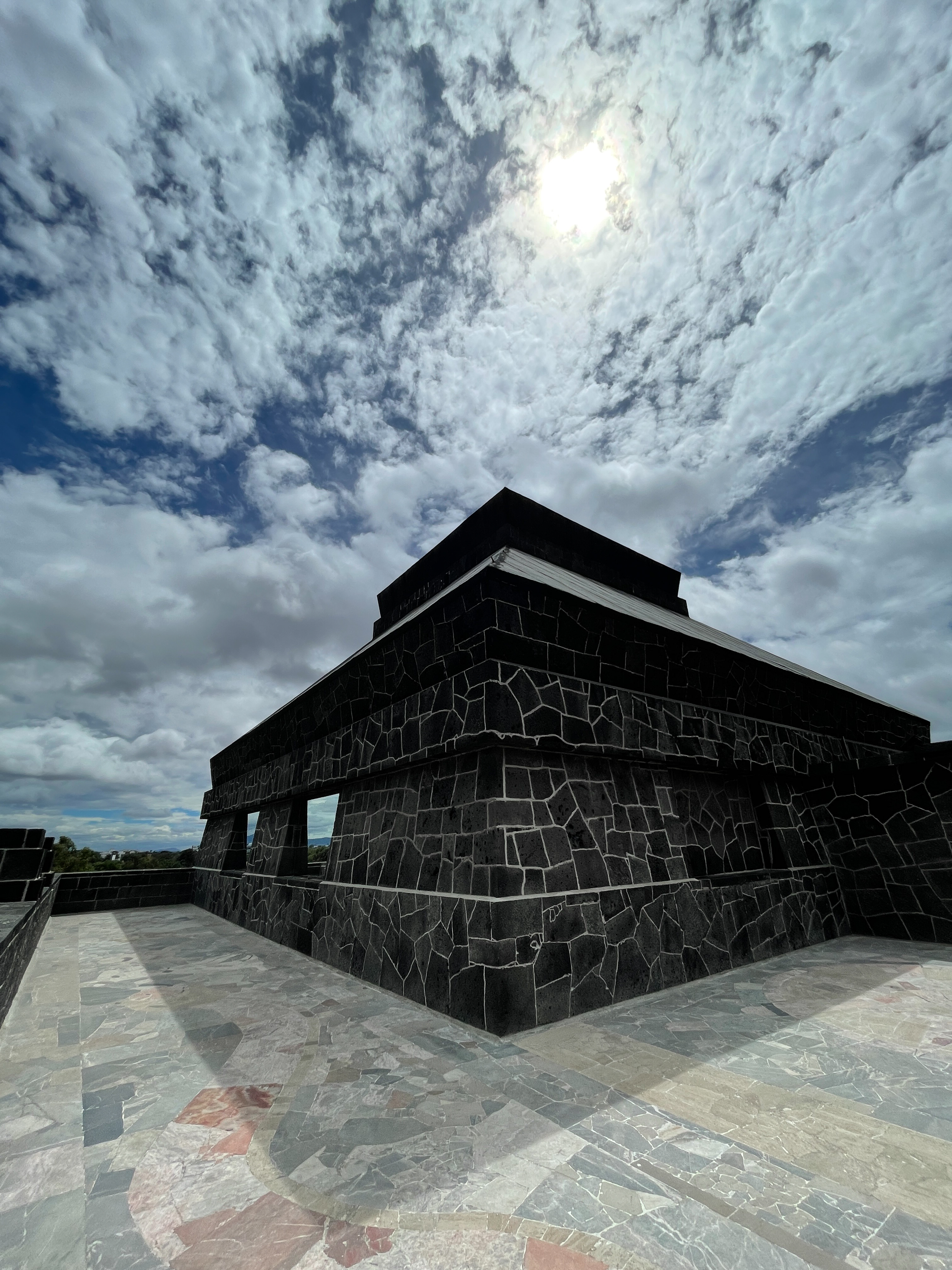
Anahuacalli Terraza
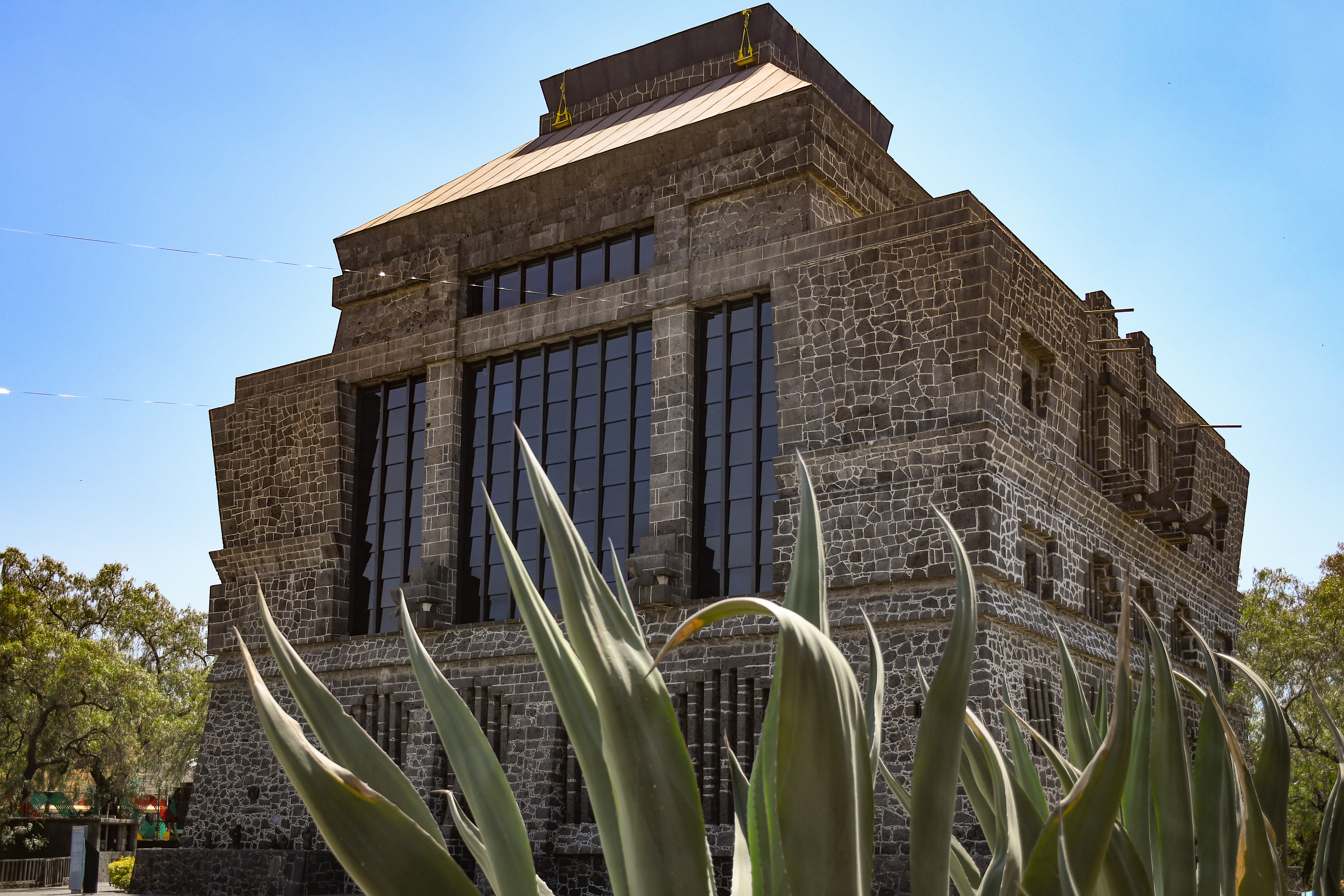
Fachada del Anahuacalli
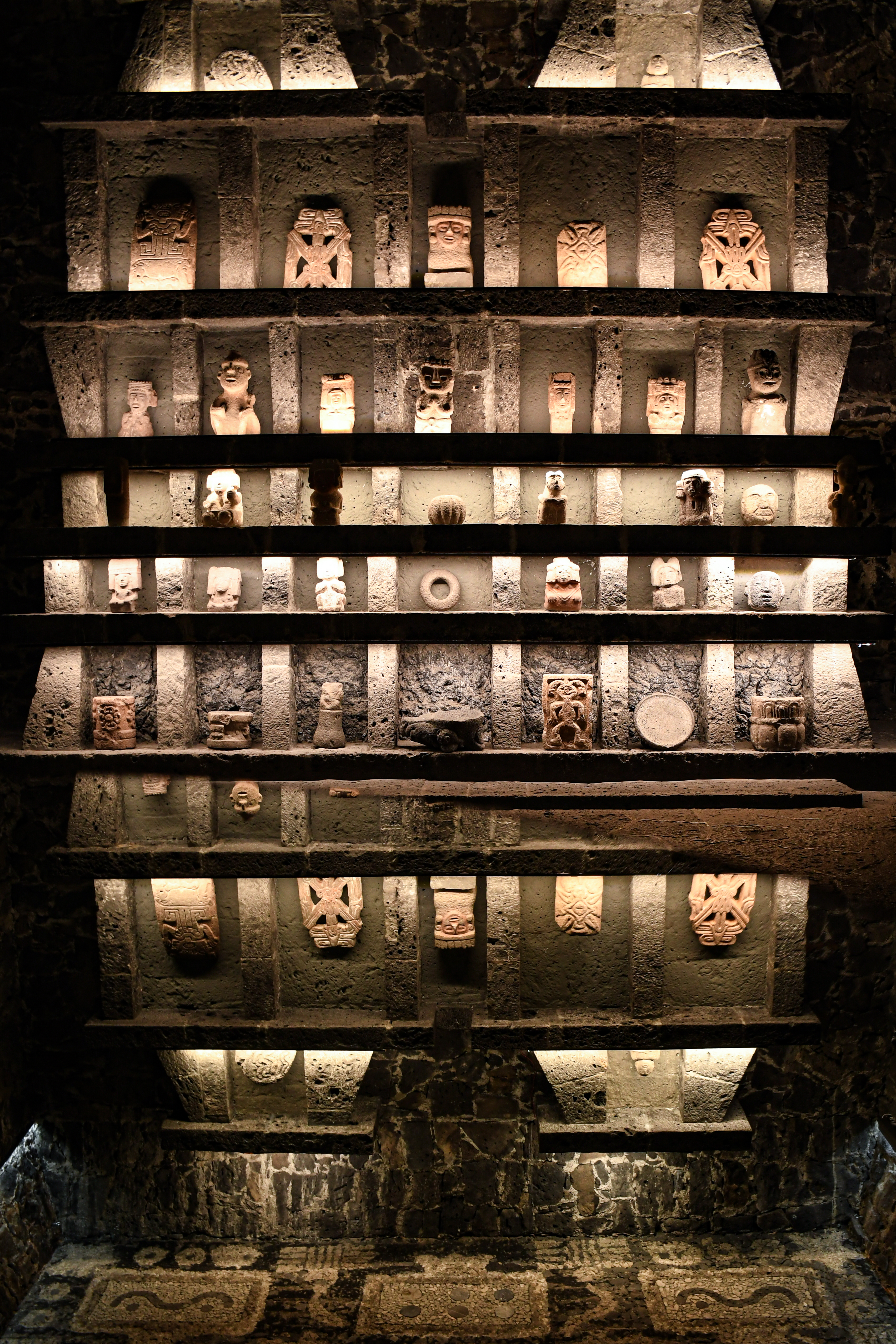
Altar de arte prehispánico
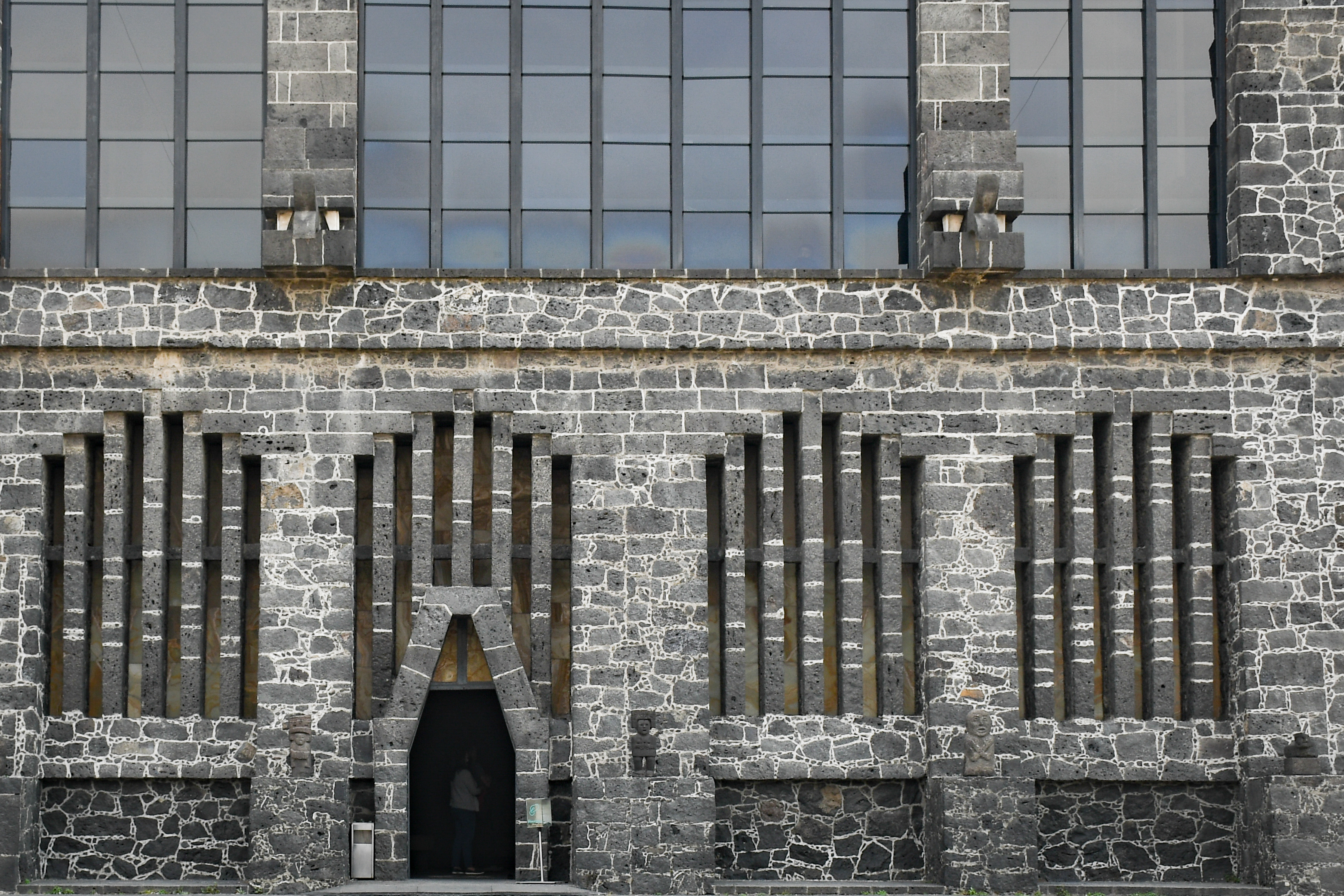
Entrada Principal del Anahuacalli